# Norwegenfeldzug (1718)
Der Norwegenfeldzug von 1718 war ein vom schwedischen König Karl XII. unternommener Angriffsfeldzug in der Endphase des Großen Nordischen Kriegs.

## Vorgeschichte
Schweden war seit der Schlacht bei Poltawa 1709 bis hinter die Grenzen des eigenen Mutterlandes zurückgedrängt worden und musste alle auswärtigen Besitzungen einschließlich Finnlands und Schwedisch-Pommerns bis 1715 räumen.
Der vorangegangene Norwegenfeldzug von 1716 endete in einem ergebnislosen Abbruch der Offensive. Mit einer erneuerten Offensive in das dänisch regierte Norwegen hoffte Karl XII. für den bereits auf Aland erfolgenden Friedenskongress und mit den anderen Kriegsgegnern bessere Friedensbedingungen zu erzielen.

## Verlauf

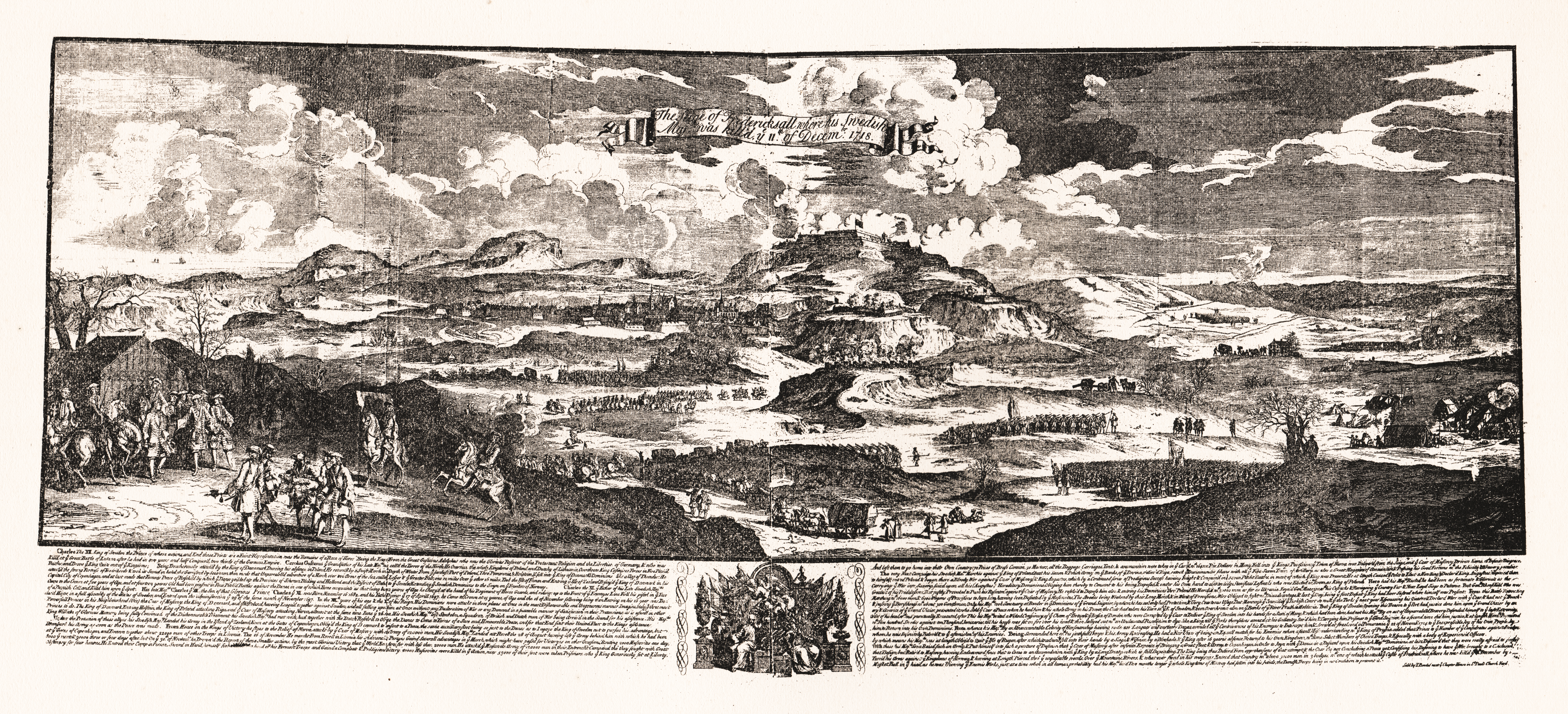
Belagerung von Frederikshald 1718

Eine schwedische Streitmacht von etwa 20.000 Mann griff entlang der Küstenlinie auf norwegisches Territorium über. Eine zweite schwedische Streitmacht marschierte weiter nördlich Richtung Trondheim und belagerte dies.
Der Feldzug verlief von Anfang an mit durchmischten Resultaten. Große Kampfhandlungen unterblieben jedoch kam es zu verlustreichen kleineren Gefechten.
Die nördliche schwedische Abteilung musste im hohen Winter ihre Belagerungsaktivitäten einstellen und sich zurückziehen. Aufgrund eines Kälteeinbruchs kam es dabei zu Erfrierungen und hohen menschlichen Verlusten auf dem so genannten Todesmarsch der Karoliner. Auch die südliche Abteilung konnte sich nicht dauerhaft festsetzen. Bei der Belagerung von Frederikshald im November und Dezember 1718 fand schließlich der König Karl XII. den Tod. Die belagernden Schweden zogen sich daraufhin auf schwedisches Territorium zurück.